# Celler Cooperatiu (Valls)
El Celler Cooperatiu és un edifici noucentista del municipi de Valls (Alt Camp) protegit com a bé cultural d'interès local.

## Descripció
L'edifici és de planta rectangular de tres naus, la central més elevada, i cobert a dos vessants. La façana principal té un cos central sobresortint i està flanquejada per dues torres. En el cos central hi ha la gran porta d'entrada acabada en arc escarser, damunt la qual es llegeix el rètol "Celler cooperatiu". Està emmarcada per maó, material emprat també en els quatre pilastres que divideixen decorativament la façana. Aquesta està coronada per una barana de ferro forjat. Darrere la façana, la nau central s'eleva i presenta deu finestres d'arc de mig punt, vuit corregudes i dues al damunt, centrades. Hi ha esgrafiats amb motius de vinya que recorren la part alta de l'edifici. El material emprat és la pedra, el maó i la ceràmica.

## Història
L'edifici del Sindicat Agrícola estava destinat a guardar vi. Respon al període d'expansió econòmica que afavorí el cooperativisme, potenciat per la Mancomunitat de Catalunya, i reflectit en la xarxa de construccions d'aquest tipus, que al llarg del primer quart del segle XX s'edificaren per tota la comarca. Actualment està semi-abandonat, encara que l'obra està en bones condicions.